# Quốc hội Israel

Hệ thống chính trị của Israel

Quốc hội Israel hay Knesset (tiếng Hebrew: הַכְּנֶסֶת, đã Latinh hoá: HaKnesset, n.đ. 'tụ họp, hội đồng', tiếng Ả Rập: الْكِنِيسِت, đã Latinh hoá: al-Kinisit) là cơ quan lập pháp đơn viện của Israel.
Quốc hội có quyền làm luật, bầu và miễn nhiệm tổng thống, bầu thủ tướng, phê chuẩn Nội các, giám sát hoạt động của chính phủ, bầu và miễn nhiệm tổng kiểm toán nhà nước, tước quyền miễn trừ của các thành viên Quốc hội, bỏ phiếu bất tín nhiệm mang tính xây dựng đối với chính phủ và tự giải tán. Quốc hội cũng có thể bị thủ tướng giải tán. Quốc hội tiếp tục làm việc cho đến khi Quốc hội khóa mới được bầu xong. Quốc hội họp tại Givat Ram, Jerusalem.
Bầu cử Quốc hội được tổ chức theo hệ thống đại diện tỷ lệ.

## Tên gọi
Tên gọi "Knesset" bắt nguồn từ Knesset HaGdola (tiếng Hebrew: כְּנֶסֶת הַגְּדוֹלָה) hay "Thượng hội đồng" theo Do Thái giáo, là một hội đồng gồm 120 người chép kinh, nhà hiền triết và nhà tiên tri tồn tại từ đầu thời kỳ Thánh điện thứ hai đến thời kỳ Hy Lạp hóa. Tuy nhiên, có rất ít điểm tương đồng giữa Quốc hội hiện đại và Knesset cổ đại ngoại trừ số lượng thành viên vì Knesset cổ đại là một cơ quan tôn giáo không dân cử. Trong tiếng Hebrew, thành viên Quốc hội được gọi là Haver HaKnesset (חֲבֵר הַכְּנֶסֶת) nếu là nam hoặc Havrat HaKnesset (חַבְרַת הַכְּנֶסֶת) nếu là nữ.

## Lịch sử
Quốc hội họp lần đầu tiên vào ngày 14 tháng 2 năm 1949 ở Jerusalem sau cuộc bầu cử Quốc hội lập hiến vào ngày 20 tháng 1, thay thế Hội đồng Nhà nước Lâm thời, là cơ quan lập pháp của Israel kể từ ngày Tuyên ngôn độc lập vào ngày 14 tháng 5 năm 1948. Trước đó, Hội đồng Nhà nước Lâm thời là cơ quan kế thừa Hội đồng Đại biểu, là cơ quan đại diện của cộng đồng Do Thái trong thời kỳ Lãnh thổ Ủy trị Palestine. Trước khi trụ sở hiện tại được xây dựng, Quốc hội họp ở Tel Aviv rồi tạm thời chuyển đến Tòa nhà Froumine ở Jerusalem.
Trụ sở Quốc hội ở làng Sheikh Badr trên đỉnh đồi ở phía tây Jerusalem trước Chiến tranh Ả Rập – Israel 1948, nay là Givat Ram. Tòa nhà được James de Rothschild tặng cho Israel trong di chúc của ông và được hoàn thành vào năm 1966, được xây dựng trên đất thuê từ Tòa Thượng phụ Chính thống giáo Hy Lạp ở Jerusalem. Qua nhiều năm, tòa nhà được bổ sung nhiều hạng mục quan trọng ở những tầng bên dưới và phía sau tòa nhà chính để không làm mất đi vẻ ngoài ban đầu của tòa nhà Quốc hội.
Chỉ có một chính phủ bị Quốc hội bỏ phiếu bất tín nhiệm, là Yitzhak Shamir vào ngày 15 tháng 3 năm 1990, một sự kiện được gọi là "chiêu trò bẩn thỉu".
Tuy nhiên, một số chính phủ đã từ chức vì Quốc hội có kiến nghị bỏ phiếu bất tín nhiệm, ngay cả khi không bị bỏ phiếu bất tín nhiệm. Ví dụ: Thủ tướng Moshe Sharett từ chức vào tháng 6 năm 1955 sau khi Đảng phục quốc Do Thái chung thuộc liên minh cầm quyền biểu quyết trắng trong cuộc bỏ phiếu bất tín nhiệm; Thủ tướng David Ben-Gurion từ chức vào tháng 1 năm 1961 sau khi có kiến nghị bỏ phiếu bất tín nhiệm về Vụ Lavon; và Thủ tướng Yitzhak Rabin từ chức vào tháng 12 năm 1976 sau khi Đảng Tôn giáo Quốc gia thuộc liên minh cầm quyền biểu quyết trắng trong cuộc bỏ phiếu bất tín nhiệm.

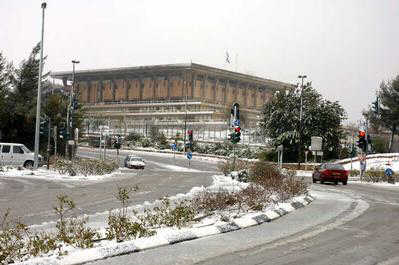
Quốc hội Israel vào mùa đông

## Nhiệm vụ và quyền hạn
Là cơ quan lập pháp của Israel, Quốc hội có quyền làm luật, bầu tổng thống, phê chuẩn Nội các và giám sát hoạt động của chính phủ. Quốc hội cũng có quyền tước quyền miễn trừ của thành viên Quốc hội, miễn nhiệm tổng thống, tổng kiểm toán nhà nước và tự giải tán.
Quốc hội thực hiện chủ quyền nghị viện và có thể thông qua bất cứ luật nào theo quá nửa số thành viên có mặt, ngay cả luật trái với Luật Cơ bản Israel, trừ phi Luật Cơ bản quy định các điều kiện sửa đổi cụ thể. Theo Nghị quyết Harari năm 1950, Quốc hội thực hiện quyền lập hiến, có thể làm và sửa đổi Luật Cơ bản. Bản thân Quốc hội được quy định tại Luật Cơ bản: Quốc hội.
Với việc không có hiến pháp chính thức và không có Luật Cơ bản nào trao quyền giám sát hiến pháp cho ngành tư pháp, Tòa án tối cao Israel đã tự trao quyền huỷ bỏ những luật của Quốc hội trái với Luật Cơ bản kể từ đầu thập niên 1990. Đoàn chủ tịch Quốc hội chủ trì các phiên họp của Quốc hội, gồm Chủ tịch Quốc hội và các Phó Chủ tịch. Đoàn chủ tịch Quốc hội đương nhiệm gồm:
| Chức danh    | Tên                | Liên minh                    | Đảng           |
| ------------ | ------------------ | ---------------------------- | -------------- |
| Chủ tịch     | Amir Ohana         | Likud                        | Likud          |
| Phó Chủ tịch | Nissim Vaturi      | Likud                        | Likud          |
| Phó Chủ tịch | Moshe Tur-Paz      | Yesh Atid                    | Yesh Atid      |
| Phó Chủ tịch | Uriel Buso         | Shas                         | Shas           |
| Phó Chủ tịch | Yisrael Eichler    | Liên minh Do Thái giáo Torah | Agudat Yisrael |
| Phó Chủ tịch | Yifat Shasha-Biton | National Unity Party         | New Hope       |

## Ủy ban
Ủy ban của Quốc hội thẩm tra các dự luật về nhiều lĩnh vực. Các thành viên Quốc hội được phân công vào các ủy ban, trong khi chủ nhiệm ủy ban được các ủy viên lựa chọn theo đề xuất của Ủy ban Nội chính. Thành phần của ủy ban phản ánh thành phần của Quốc hội. Ủy ban của Quốc hội có thể thành lập các tiểu ban hoặc các ủy ban chung về những vấn đề liên quan đến thẩm quyền của nhiều ủy ban. Ủy ban có thể mời bộ trưởng, quan chức cấp cao và chuyên gia phát biểu trước ủy ban về những vấn đề đang được thảo luận. Ngoài ra, ủy ban có quyền yêu cầu một bộ trưởng giải thích và cung cấp thông tin về những vấn đề thuộc thẩm quyền của bộ trưởng và bộ trưởng hoặc người được bộ trưởng bổ nhiệm phải đáp ứng yêu cầu của ủy ban.
Ủy ban của Quốc hội có bốn loại. Ủy ban thường trực của Quốc hội thẩm tra các dự luật liên quan đến lĩnh vực chuyên môn của họ và có thể trình dự luật trước Quốc hội về Luật cơ bản, tổ chức Quốc hội, bầu cử Quốc hội, thành viên Quốc hội và tổng kiểm toán nhà nước. Ủy ban đặc biệt của Quốc hội được thành lập để giải quyết những vấn đề cụ thể và có thể bị giải thể hoặc chuyển thành ủy ban thường trực. Ủy ban điều tra của Quốc hội được thành lập để giải quyết những vấn đề có tầm quan trọng đặc biệt. Ngoài ra, có hai ủy ban chỉ họp khi cần thiết: Ủy ban Giải thích, gồm chủ tịch Quốc hội và tám ủy viên do Ủy ban Nội chính lựa chọn, có nhiệm vụ giải quyết kiến nghị đối với chủ tịch Quốc hội về việc thực hiện nội quy của Quốc hội; và Ủy ban Công khai, có nhiệm vụ giải quyết những vấn đề liên quan đến Quốc hội.

### Ủy ban thường trực:
- Ủy ban Nội chính
- Ủy ban Tài chính
- Ủy ban Kinh tế
- Ủy ban Đối ngoại và Quốc phòng
- Ủy ban Nội vụ và Môi trường
- Ủy ban Nhập cư, Hòa nhập và Kiều bào
- Ủy ban Giáo dục, Văn hóa và Thể thao
- Ủy ban Hiến pháp, Pháp luật và Tư pháp
- Ủy ban Lao động, Phúc lợi và Y tế
- Ủy ban Khoa học và Công nghệ
- Ủy ban Giám sát nhà nước
- Ủy ban Phụ nữ

### Ủy ban đặc biệt
- Ủy ban Lạm dụng chất
- Ủy ban Quyền trẻ em
- Ủy ban Lao động nước ngoài
- Ủy ban bầu cử trung ương
- Ủy ban Dân nguyện

Quốc hội cũng có Ủy ban Tổ chức và Ủy ban Đạo đức. Ủy ban Đạo đức có nhiệm vụ xử lý những thành viên Quốc hội vi phạm các quy tắc đạo đức của Quốc hội hoặc vi phạm pháp luật ngoài Quốc hội. Ủy ban Đạo đức có quyền áp dụng những biện pháp trừng phạt đối với thành viên Quốc hội nhưng không được cấm thành viên Quốc hội biểu quyết. Ủy ban Tổ chức đề xuất thành phần của các ủy ban thường trực và các chủ nhiệm ủy ban sau mỗi cuộc bầu cử Quốc hội và sắp xếp chỗ ngồi của các đảng trong Quốc hội và các văn phòng của các thành viên Quốc hội, các đảng trong tòa nhà Quốc hội.

## Thành viên

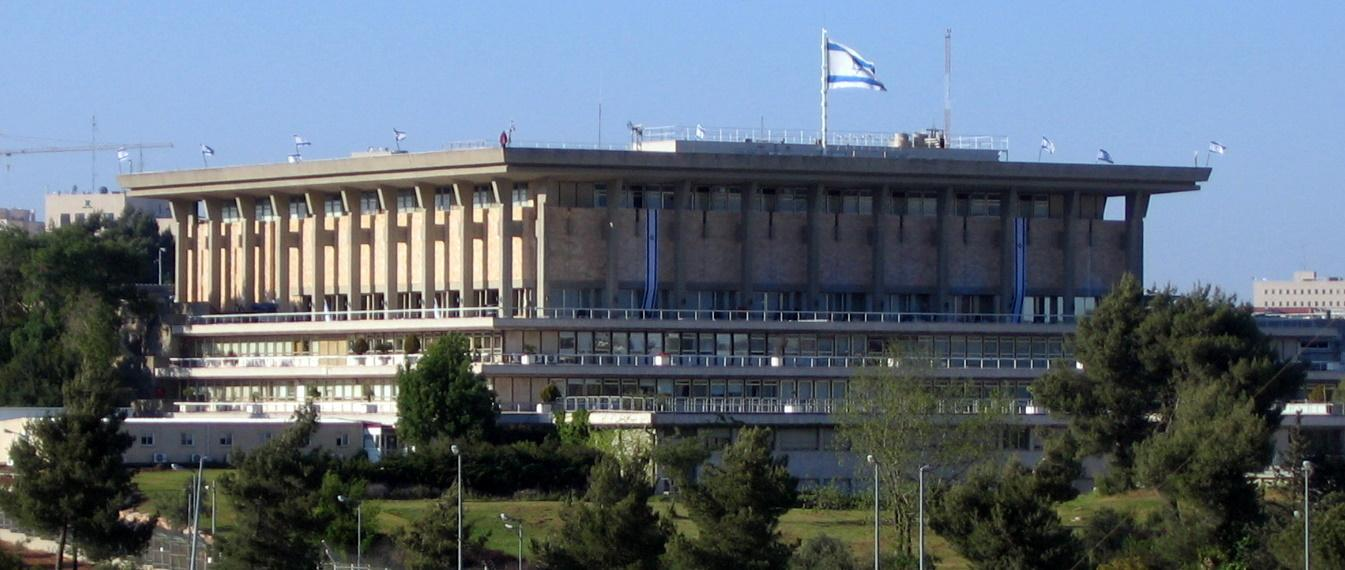
Trụ sở Quốc hội Israel (năm 2007)

Quốc hội gồm 120 thành viên giống như Thượng Hội đồng cổ xưa. Luật Na Uy quy định thành viên Quốc hội được bổ nhiệm làm bộ trưởng được phép từ chức và nhường ghế cho người tiếp theo trong liên danh của đảng mình. Nếu họ rời khỏi nội các thì họ có thể quay trở lại Quốc hội để tiếp tục làm thành viên Quốc hội.

## Bầu cử
Quốc hội gồm 120 thành viên được bầu từ một khu vực bầu cử toàn quốc theo hình thức phổ thông đầu phiếu và bỏ phiếu kín. Nhiệm kỳ của mỗi khóa Quốc hội là bốn năm, trừ phi Quốc hội bị giải tán sớm. Công dân Israel đủ 18 tuổi trở lên có quyền bầu cử.
Ghế tại Quốc hội được phân bổ cho các đảng theo đại diện tỷ lệ bằng phương pháp d’Hondt. Một đảng hoặc liên minh phải đạt ngưỡng bầu cử là 3,25% tổng số phiếu bầu để được phân bổ một ghế tại Quốc hội, tức là cứ 152.000 phiếu bầu thì được phân bổ một ghế vào năm 2022. Các đảng lựa chọn ứng cử viên bằng liên danh kín nên cử tri chỉ bỏ phiếu cho đảng chứ không phải một ứng cử viên cụ thể nào.
Ngưỡng bầu cử từ năm 1949 đến năm 1992 là 1% , từ năm 1992 đến năm 2003 là 1,5%, từ năm 2003 đến tháng 3 năm 2014 là 2% và hiện tại là 3,25% (có hiệu lực từ cuộc bầu cử Quốc hội khóa XX). Do ngưỡng bầu cử thấp, một khóa Quốc hội thường có ít nhất 10 đảng và liên minh. Chưa có đảng hay liên minh nào giành được đa số ghế trong một cuộc bầu cử Quốc hội; gần nhất là liên minh Alignment giành được 56 ghế trong cuộc bầu cử Quốc hội năm 1969 (trước cuộc bầu cử, Alignment chiếm 63 ghế khi được thành lập, là lần duy nhất một đảng hoặc liên minh chiếm đa số tại Quốc hội). Vì vậy, tất cả các chính phủ Israel đều là chính phủ liên hiệp tuy chưa bao giờ có nhiều hơn ba đảng lớn tại Quốc hội và chỉ có bốn đảng (hoặc những đảng tiền nhiệm của bốn đảng đó) từng đứng đầu chính phủ.

## Thành phần các khóa Quốc hội
|  | Đảng Cộng sản Israel (cũ) | Mapam | Ahdut HaAvoda | Đảng Công nhân Israel | Mapai's satelliites | Đảng Tiến bộ | Đảng Tự do | General Zionists | Others | Sephardim and Oriental Communities | Hapoel HaMizrachi | United Religious Front | Herut | Đảng Tôn giáo Quốc gia | Agudat Yisrael | Religious Torah Front | PAI |

| 4 | 19 | 46 | 2 | 5 | 7 | 3 | 4 | 16 | 14 |

| 5 | 15 | 45 | 5 | 4 | 20 | 3 | 2 | 8 | 8 | 3 | 2 |

| 6 | 9 | 10 | 40 | 5 | 5 | 13 | 15 | 11 | 6 |

| 3 | 9 | 7 | 47 | 5 | 6 | 8 | 17 | 12 | 6 |

| 5 | 9 | 8 | 42 | 4 | 17 | 17 | 12 | 4 | 2 |

|  | Maki / Moked / Sheli | Rakah / Hadash | Mapam | Ratz | Mapai's satelliites | Alignment | Liên danh Công nhân Israel | Shinui | Đảng Tự do Độc lập | National List | Phong trào Dân chủ vì Thay đổi | Others | Đảng Dân chủ Ả Rập | Khối Tự do | Likud | Shas | Tzomet | Đảng Tôn giáo Quốc gia | Phong trào Di sản Israel | Agudat Yisrael | Religious Torah Front | PAI | Tehiya | Đảng Tổ quốc |

| 1 | 3 | 8 | 4 | 45 | 10 | 5 | 1 | 26 | 11 | 4 | 2 |

| 1 | 3 | 4 | 56 | 4 | 4 | 4 | 26 | 12 | 4 | 2 |

| 1 | 4 | 3 | 3 | 51 | 4 | 39 | 10 | 5 |

| 2 | 5 | 1 | 1 | 32 | 1 | 15 | 3 | 43 | 12 | 4 | 1 |

| 4 | 1 | 47 | 2 | 2 | 48 | 6 | 3 | 4 | 3 |

| 4 | 3 | 44 | 3 | 9 | 41 | 4 | 1 | 4 | 1 | 2 | 4 |

| 4 | 3 | 5 | 39 | 2 | 3 | 1 | 40 | 6 | 2 | 5 | 5 | 3 | 2 |

|  | Rakah / Hadash | Balad | Joint List | One Nation | Meretz | Đảng Lao động | Hatnua | Third Way | Shinui | B&W | Yesh Atid | Kadima | Gil | Others | Center | National Unity | Kulanu | Mada / Ra'am | New Hope | Yisrael Beiteinu | Yisrael BaAliyah | Likud | Shas | Tzomet | UTJ | Mafdal | The Jewish Home | URWP / Yamina | National Union | Moledet | Tkuma–Otzma Yehudit |

| 3 | 12 | 44 | 2 | 32 | 6 | 8 | 4 | 6 | 3 |

| 4 | 1 | 9 | 34 | 4 | 4 | 7 | 32 | 10 | 4 | 9 | 2 |

| 3 | 2 | 2 | 10 | 26 | 6 | 6 | 5 | 4 | 6 | 19 | 17 | 5 | 5 | 4 |

| 3 | 3 | 3 | 6 | 19 | 15 | 2 | 2 | 38 | 11 | 5 | 6 | 7 |

| 3 | 3 | 5 | 19 | 29 | 7 | 4 | 11 | 12 | 12 | 6 | 3 | 6 |

| 4 | 3 | 3 | 13 | 28 | 4 | 15 | 27 | 11 | 5 | 3 | 4 |

| 4 | 3 | 6 | 15 | 6 | 19 | 2 | 4 | 13 | 18 | 11 | 7 | 12 |

| 13 | 5 | 18 | 5 | 11 | 1 | 10 | 6 | 30 | 7 | 6 | 8 |

| 6 | 2 | 4 | 6 | 35 | 4 | 2 | 5 | 35 | 8 | 8 | 5 |

| 13 | 5 | 6 | 33 | 8 | 32 | 9 | 7 | 7 |

| 15 | 3 | 3 | 33 | 1 | 7 | 36 | 9 | 7 | 6 |

| 6 | 6 | 7 | 8 | 17 | 4 | 6 | 7 | 30 | 9 | 7 | 7 | 6 |

| 5 | 4 | 24 | 12 | 5 | 6 | 32 | 11 | 7 | 14 |

## Nhận thức dư luận
Một cuộc thăm dò do Viện Dân chủ Israel tiến hành vào tháng 4 và tháng 5 năm 2014 cho thấy đa số người Do Thái và người Ả Rập ở Israel đều không tin tưởng chính phủ Israel, bao gồm cả Quốc hội, mặc dù đều tự hào là công dân Israel. Gần ba phần tư người Israel được khảo sát cho biết tình trạng tham nhũng ở Israel "lan rộng hoặc khá phổ biến". Đa số người Ả Rập và người Do Thái đều tin tưởng Lực lượng Phòng vệ Israel, tổng thống Israel và Tòa án Tối cao Israel nhưng chỉ hơn một phần ba tin tưởng Quốc hội.